# Angren
Angren (ros. Ангрен) – miasto we wschodnim Uzbekistanie, położone w odległości 125 km od Taszkentu.

## Dane ogólne
- Liczba ludności: 126 962 (2005)

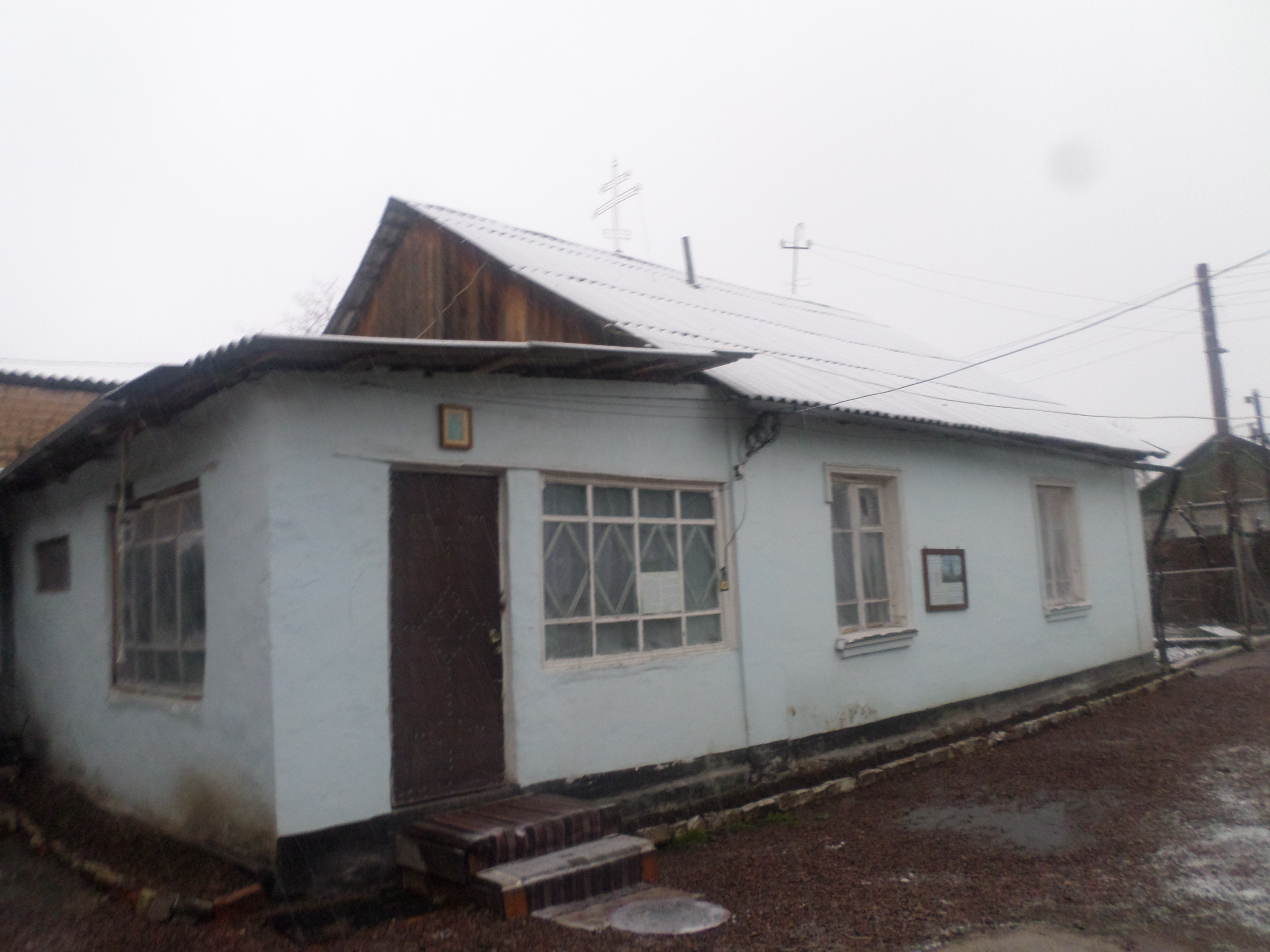
Cerkiew Ikony Matki Bożej „Poszukiwanie Zagubionych” w Angrenie (2015)

- Położenie geograficzne: 41°1' N 70°8' E

Ośrodek wydobycia węgla brunatnego i jego gazyfikacji. Elektrownia cieplna.
W mieście rozwinął się przemysł materiałów budowlanych oraz spożywczy.